# Pedro Causil

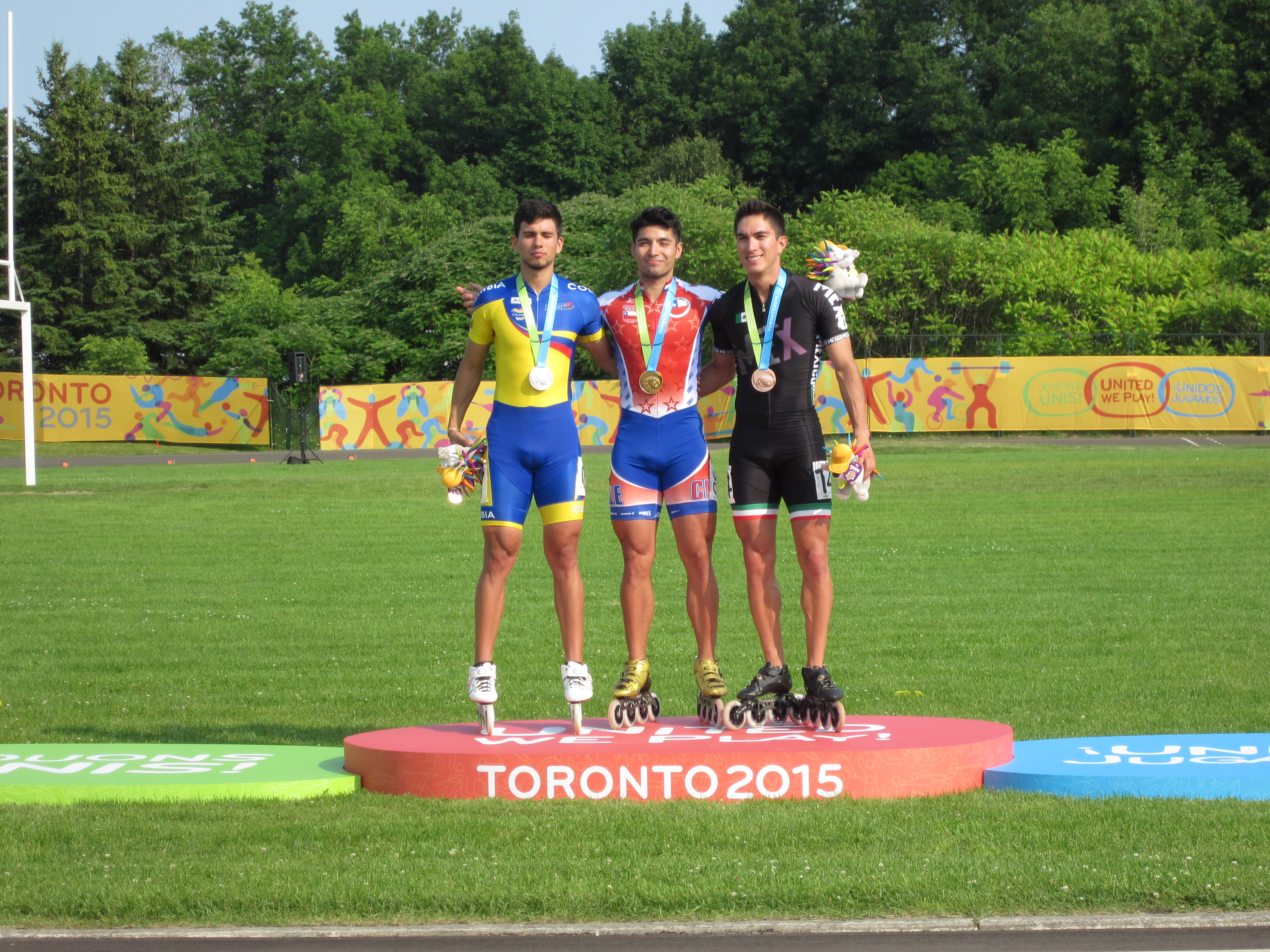
Pedro Causil (vlevo) jako stříbrný medailista z časovky na 200 m v inline bruslení na Panamerických hrách 2015

Pedro Armando Causil Rojas (* 14. dubna 1991 Cartagena) je kolumbijský inline bruslař a rychlobruslař.
Na inlinech je devítinásobným mistrem světa, čtyřnásobným vítězem Jihoamerických her, trojnásobným vítězem Středoamerických a karibských her, trojnásobným vítězem Panamerických her a dvojnásobným vítězem Světových her. Je světovým rekordmanem ve sprintu na 300 metrů.
Rychlobruslení se začal věnovat v roce 2014. Na mezinárodní scéně startuje od roku 2015, kdy se poprvé představil ve Světovém poháru. Jako první jihoamerický rychlobruslař v historii startoval na zimní olympiádě. Podařilo se mu kvalifikovat na Zimní olympijské hry 2018, kde obsadil 20. místo v závodě na 500 metrů a 34. místo na trati 1000 metrů.